# Сан-Ігнасіо (Техас)
Сан-Ігнасіо (англ. San Ygnacio) — переписна місцевість (CDP) в США, в окрузі Сапата штату Техас. Населення — 504 особи (2020).

## Географія
Сан-Ігнасіо розташований за координатами 27°2′53″ пн. ш. 99°25′51″ зх. д. / 27.04806° пн. ш. 99.43083° зх. д. (27.048175, -99.430788).  За даними Бюро перепису населення США в 2010 році переписна місцевість мала площу 4,27 км², з яких 3,94 км² — суходіл та 0,33 км² — водойми.

## Демографія
Згідно з переписом 2010 року, у переписній місцевості мешкало 667 осіб у 225 домогосподарствах у складі 177 родин. Густота населення становила 156 осіб/км².  Було 366 помешкань (86/км²).
Расовий склад населення:
| - 95,5 % — білих - 1,0 % — корінних американців - 2,7 % — осіб інших рас |

До двох чи більше рас належало 0,7 %. Частка іспаномовних становила 96,9 % від усіх жителів.
За віковим діапазоном населення розподілялося таким чином: 29,1 % — особи молодші 18 років, 58,0 % — особи у віці 18—64 років, 12,9 % — особи у віці 65 років та старші. Медіана віку мешканця становила 33,0 року. На 100 осіб жіночої статі у переписній місцевості припадало 99,1 чоловіків;  на 100 жінок у віці від 18 років та старших — 95,5 чоловіків також старших 18 років.
Середній дохід на одне домашнє господарство  становив 49 994 долари США (медіана — 31 522), а середній дохід на одну сім'ю — 52 476 доларів (медіана — 32 283). За межею бідності перебувало 23,0 % осіб, у тому числі 56,0 % дітей у віці до 18 років та 19,3 % осіб у віці 65 років та старших.
Цивільне працевлаштоване населення становило 181 особа. Основні галузі зайнятості: освіта, охорона здоров'я та соціальна допомога — 24,9 %, будівництво — 21,0 %, транспорт — 16,0 %, інформація — 14,9 %.